# Bohusläns kristnande
Bohusläns kristnande skedde slutgiltigt av  Olav Haraldsson (Olav den helige) i början av 1000-talet

## Kristnandets inledning
Om man utgår från att gränsen mellan forntid och medeltid i stora delar av övriga Europa går vid cirka år 475, bland annat därför att det romerska riket då upphörde, så blir den nordiska motsvarigheten vikingatidens slut, cirka 1050. Denna tidpunkt, eller strax före, anses vara kristnandets intåg i nuvarande Danmark, Norge och Bohuslän, sannolikt i den ordningen.
När vikingarna kom tillbaka från sina ofta lyckosamma plundrings-/handelsfärder i sydligare länder, drog man slutsatsen att eftersom dessa länder var fulla av rikedom och folket där dyrkade den "Vite Krist" måste han vara mäktigare än deras gamla gudar. Deras rikedomar slog ut de tidigare samhällsmönstren, vilket underlättade kristnandets etablering. Under perioden 200–500-talen skedde dessutom stora folkvandringar, främst ner mot sydgermanien, vilket gav mycket nya influenser tillbaka till Norden, assimileringen av den från romarna ärvda kulturen samt kristendomens missionering av de nordiska länderna. Detta i kombination med de nordiska kungarnas resor till Heliga landet under främst 900-talet var enligt mångas uppfattning starten på kristnandet av Norden.
Den kristna mission som nådde Norden var romersk-katolsk, dock indelad i en engelsk och en "tysk" gren. "Maktkampen" dem emellan kan sägas ha avgjorts i tysk favör.

## Kunglig mission
Tre kungar gör anspråk på att vara först med att kristna just Bohuslän: Harald Blåtand på 980-talet, Olav Tryggvason på 990-talet och Olav Haraldsson (Olav den helige) i början av 1000-talet. Danske kungen Harald Blåtand tvingade folket i Viken att kristna sig, dock utan större övertygelse än att när Håkon Jarl kom till makten förföljdes de kristna och ordningen återställdes snart.

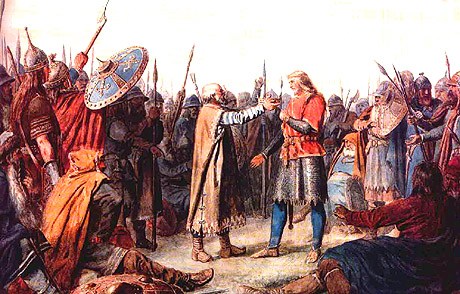
Olav Tryggvason väljs till kung av Norge.
Målning av Peter Nicolai Arbo 1860

### Olav Tryggvasson
Olav Tryggvasson kom till Viken år 996 och fann då inga kristna. Han hade sin släkt där med Estrid Eriksdotter, kung Tryggves änka, i spetsen. Han samlade sitt "nätverk" och med stor övertygelse förkunnade att han skulle "kristna hela Norge eller dö". Alla uppmanades nu att kristna sig/döpas och alternativet blev efterhand att de som satte sig emot "näpste han strängeligen, somliga drap han, andra lät han stympa", många fördrevs ur landet. Utfallet ska enligt Snorre Sturlasson ha varit gott och han skriver "och den sommaren och den vintern 996–997 blev hela Viken kristnat".
Giftermålsplanerna med Sveriges drottning Sigrid Storråda slutade snöpligt för Olav. Vid deras möte på våren 998 i Viken (Kungahälla), då Olav förväntade sig att hon skulle låta sig övertygas om den rätta tron, bejakade hon i stället sin gamla asatro, varpå brytningen var total och ledde till krig och konflikter. Den mest dramatiska händelsen utspelade sig vid Svolder år 1000, då kung Olav omkom och Norge delades upp mellan Erik Håkonsson, Sven Tveskägg och Olof Skötkonung.

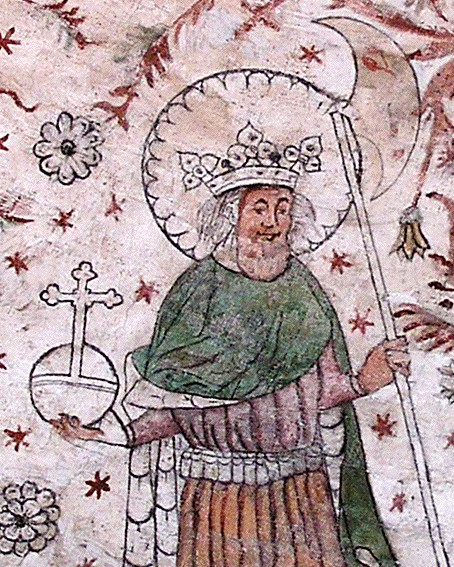
Olof, valvmålning, Överselö k:a

### Olav Haraldsson
Efter att Olav Tryggvasson stupat tog Olav Haraldsson över hans missionsarbete och lät hårdfört påbjuda kristen lag i hela Viken liksom i övriga Norge. Hans motståndare var många och han stupade vid Stiklastad 1030, men kom efter sin död att dyrkas som ett helgon, S:t Olav eller "Olav den helige". Kyrkor och kloster kom senare att uppkallas efter honom, och kristendomens slutliga seger tillskrivs honom. Under hans tid fick Bohuslän en lag som kallades "Vikens kristenrätt", där det bland annat stod att "Kristen man må begravas i vigd jord", det vill säga inom kyrkans och kyrkogårdens område. Denna lag lär väsentligt ha bidragit till kristendomens spridning. Samtidigt var förmodligen övergången till kristendomen många gånger en lojalitetsförklaring till stormän och kungar, mer än en omvändelse i kristen mening.

## Kyrklig indelning

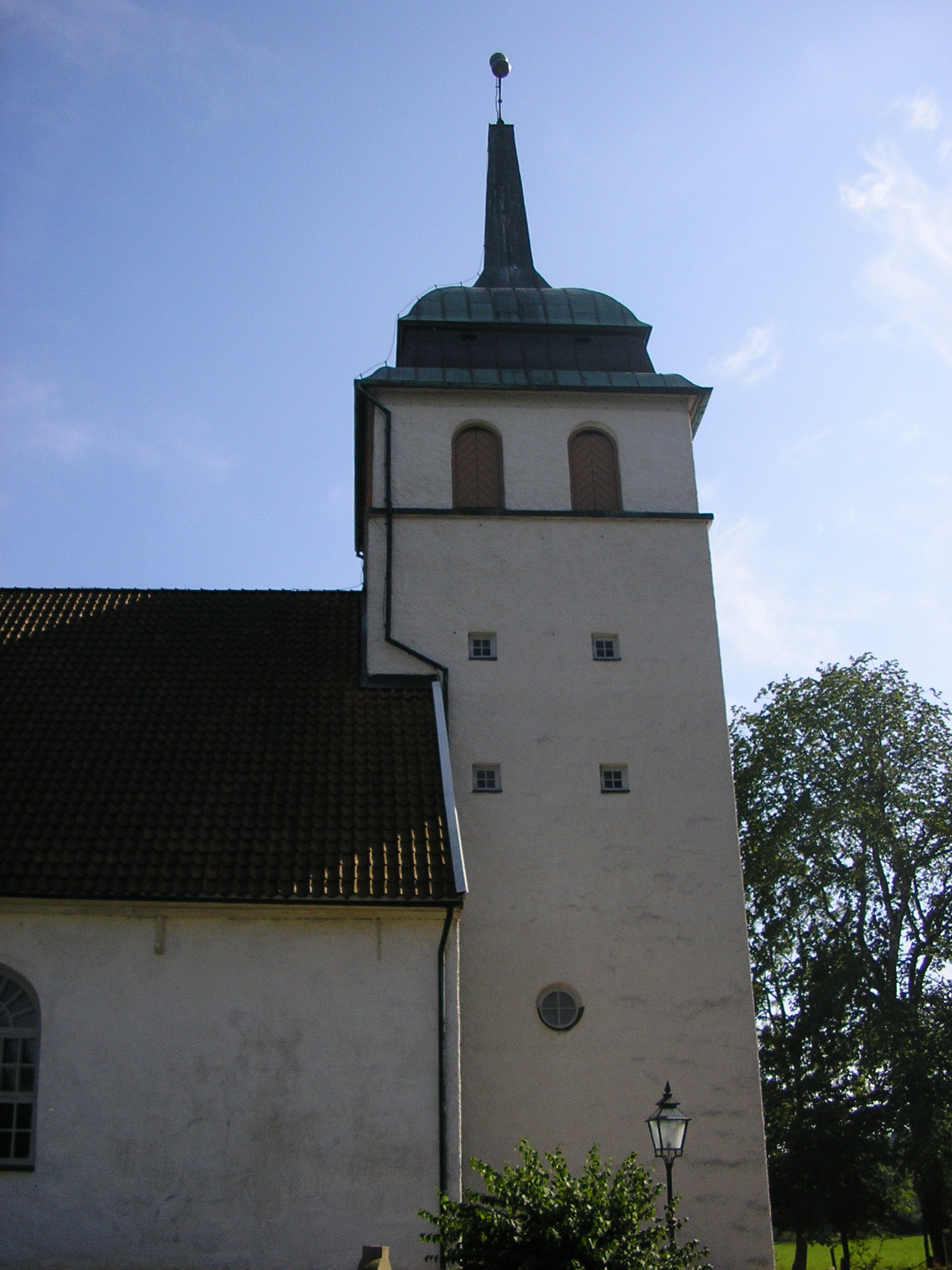
Bro kyrka i Brodalen. De äldsta delarna är från 1200-talet.

Den kyrkliga indelningen av fylken byggde i huvudsak på den äldsta indelningen i s.k bygder, vilka oftast kom att behållas som sockengränser. Av "Borgartings kristenrätt" 1140 framgår att Viken delades in i tre fylken, där vart och ett fick två fylkeskyrkor:
- Ranrike Ytterby, vid Kungahälla och Svarteborg
- Vingulmork (Östfold) Tune, vid Borg och Aker vid Oslo
- Vestfold Sem' vid Tunsberg och Hedrum

Dock hade Harald Hårdråde redan under 1000-talets första hälft anlagt en träkyrka vid Akers gård, strax norr om det gamla Oslo, vigd till S:ta Maria. I och med att kungamakten tog kristendomen 'under sina vingar' utvecklades nu den kyrkliga organisationen snabbt, ledning och beskydd gick till biskoparna.
År 1103 grundades ärkebiskopsätet i Lund av den danske kungen Erik Ejegod, vilket kom att få stort inflytande i hela Norden. Vidare kom prostdömen/prostarna i Norge runt 1273, kyrkoherdarna runt 1400 – 1410, kaplaner - komministrar under 1600 > 1668 års kyrkolag samt kyrkvärdar redan tidigt 1400-tal.
Prästerna var till en början oftast bondsöner med begränsad utbildning, som hade till uppgift att döpa barn, dela ut nattvarden och läsa mässan. Med tiden blev dock deras verksamhetsområde och inflytande allt större.

## Likheter med förkristna seder
Under hednatiden fanns offerplatser, heliga sådana, där man trodde att de avlidnas andar bodde (en klippa, ett speciellt träd, en fors, med mera), vilka tillbads/dyrkades. På andra platser, ofta lundar, offrade man. Till en början användes gärdesgårdar av störar för att avskilja platsen. Så småningom byggdes där så kallade blothus (germanskans blod).
I blothuset fanns en upphöjning (kallades för stall), kanske en sten. På den låg en armring där heligheten var koncentrerad. Den bar familjefadern i krig och när det offrades. Här låg familjens kraft samlad. Med tiden firade varje gård sin blot. Husfadern offrade och man hade bryggt öl som dracks till offermåltiden som åts med andakt! Sedan ceremonien då husfrun bär hornet med öl till husfadern som uttalar allt gott åt de sina, varpå hornet går vidare till husfolket i tur och ordning.
Många gårdar byggde blothus i direkt anslutning till stugan, större gårdar byggde gilleshallar i förening med blothuset. Dessa byggnader fick en viss likhet med våra första landsortskyrkor; gilleshallen var långskeppet och blothuset koret, ett "ättetempel" för hela stammen. Eventuellt uppstod Uppsala tempel så här. För familjen var husfadern "präst", för ätten dess huvudman, för stammen hövdingen.
Från tempel till kyrka var alltså inte steget så stort när övergången till katolicismen kom. Förmodligen var processen relativt snabb.

## Kyrkornas ursprung

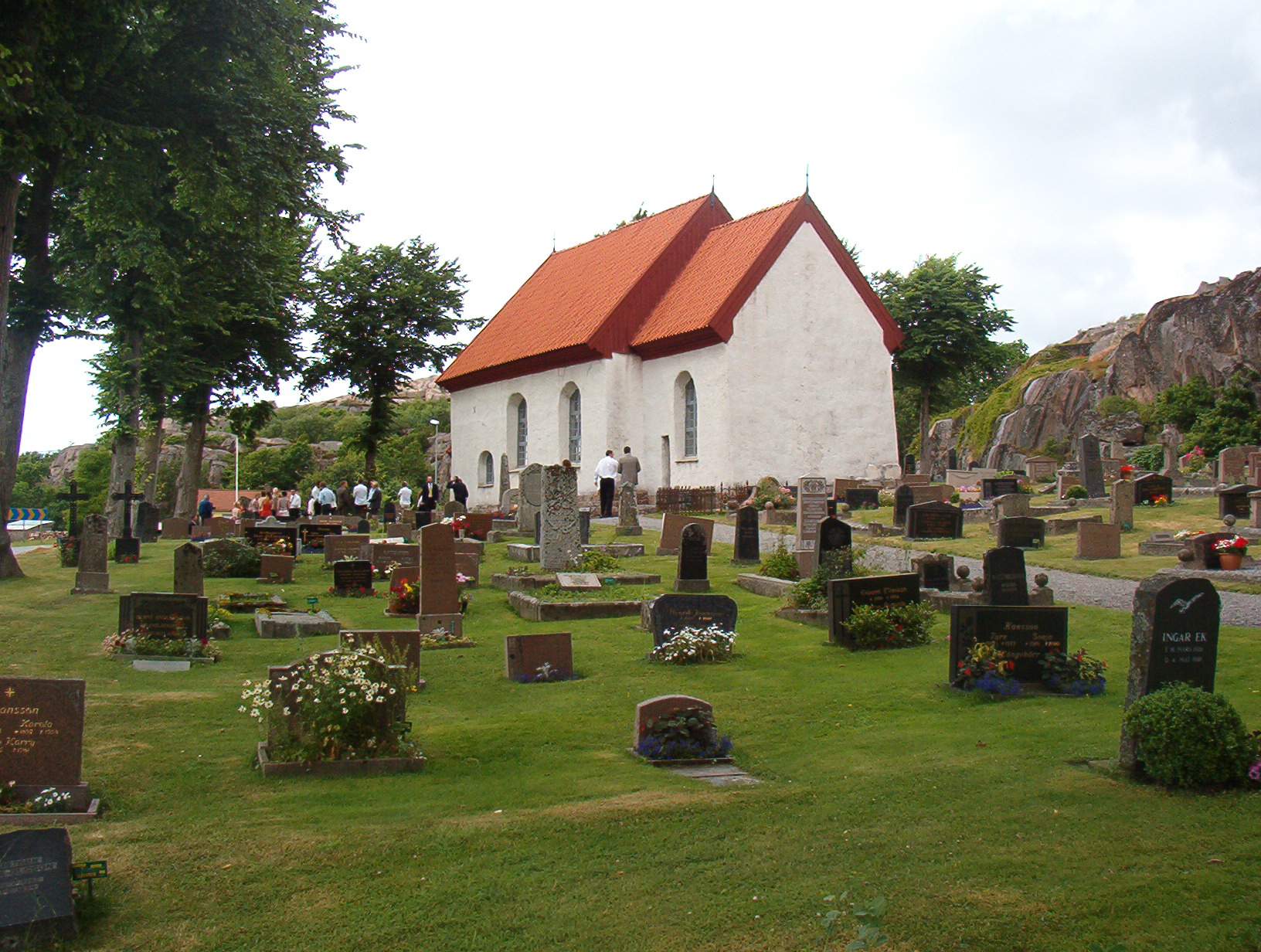
Svenneby gamla kyrka

I början användes enkla kyrkor i trä som revs på dagarna och byggdes upp på nätterna, eller så höll man till i någon storbondes gård. Eventuellt började sockenbildningen i samband med detta, det vill säga att människor sökte sig efterhand till en kyrkplats som gav upphov till socknar.
De äldsta stenkyrkorna var främst av två typer, kopplat till korets avslutning:
- Svenneby gamla kyrka har en rak avslutning – där har engelska missionärer verkat.
- Bärfendals kyrka är en absidkyrka – där har tyska missionärer påverkat.

Träkyrkor finns det tecken på i skriftliga källor. Till exempel ska Sigurd Jorsalafarare ha uppfört en i Kungahälla 1127 och kung Håkon Håkonsson en på Öckerö i mitten av 1200-talet. Från Röra kyrka på Orust finns uppgifter om att 1600-talets stenkyrka ska ha föregåtts av en medeltida träkyrka, med flera.